# Laptra
Laptra es un sello discográfico independiente argentino con base en la ciudad de La Plata fundado en 2003. Fue creado en pleno auge de la escena indie durante la primera década del siglo XXI, para editar las producciones de las bandas que lo integraban en un colectivo artístico, entre las que se destacan actos como 107 Faunos, Él Mató a un policía motorizado, Koyi, Javi Punga, Reno, El Destro, entre otros.
A finales de la primera década del milenio el Sello incorporaría a grupos de la Ciudad de Buenos Aires como Go-Neko, del que más tarde se desprenderían Ex-Colorado, Bestia Bebé y Super 1 Mundial, así como Las Ligas Menores.
Inspirado en sellos discográficos underground como Matador, Sarah, Creation o 99 Records, su objetivo inicial era respaldar la identidad de las producciones discográficas de un grupo de bandas de música independiente, en el contexto posterior a la crisis económica de 2001 en Argentina y las profundas transformaciones en los formatos de distribución y hábitos de escucha de música.
Laptra se caracteriza por priorizar una determinada curaduría estética y propiciar la construcción de una identidad colectiva.
En los últimos años se convirtió en uno de los sellos con más crecimiento a nivel local y de mayor proyección a nivel internacional acompañando la expansión y popularidad de sus grupos en Latinoamérica y España.
En 2015 el sello realizó su primera edición internacional con "Most" un disco recopilatorio del grupo español Hidrogenesse. La publicación, en conjunto con la discográfica Austrohúngaro, fue apoyada por una gira Latinoamérica del duo catalán que en Argentina fue acompañado por grupos locales de Laptra.
Entre 2012 y 2017 se realizó anualmente el «Festi Laptra», un festival que reunía a las bandas del sello, con sede primero en Niceto y, en sus últimas ediciones en Ciudad Cultural Konex.
En febrero de 2024 se reeditó un nuevo «Festi Laptra» con gran repercusión y entradas agotadas. Participaron los doce grupos activos del sello, destacando los nuevos ingresos como Tigre Ulli, Nina Suarez y Media Hermana. La participación de Santiago Motorizado en formato solista fue celebrada por el diverso público presente.